# Arco Parabólico
El Monumento a los Héroes, conocido popularmente como «Arco Parabólico», es un monumento ubicado en el Paseo Cívico de la ciudad de Tacna, levantado en honor a los héroes de la Guerra del Pacífico, al almirante Miguel Grau y al coronel Francisco Bolognesi.
Fue inaugurado el 28 de agosto de 1957 durante el segundo gobierno de Manuel Prado Ugarteche con el nombre de «Monumento a los héroes Almirante Miguel Grau Seminario y Coronel Francisco Bolognesi».

## Historia

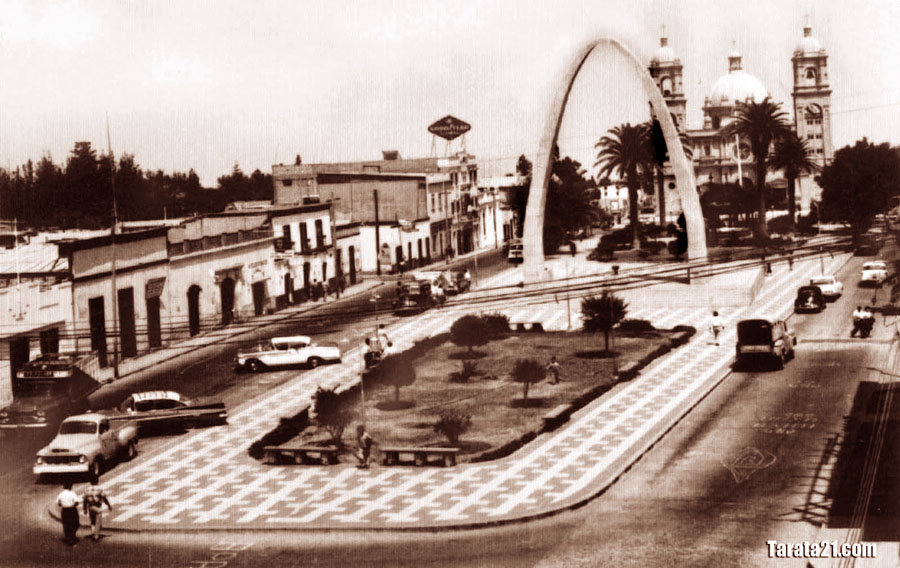
El Arco Parabólico en la década de los 60s.

El arco parabólico es un monumento ubicado en el Centro Cívico de la ciudad de Tacna, diseñado por técnicos alemanes y donado al país. Fue inaugurado el 28 de agosto de 1959 durante el segundo gobierno de Manuel Prado Ugarteche bajo el nombre de «Monumento a los héroes Almirante Miguel Grau Seminario y Coronel Francisco Bolognesi.
Levantado en honor a los héroes peruanos de la Guerra del Pacífico, al almirante Miguel Grau y al coronel Francisco Bolognesi, la construcción del Monumento a los Héroes fue realizada en piedra de cantería de color rosáceo midiendo 18 metros de alto. Este monumento destaca por su estilo rupturista con el clasicismo histórico y con el conservadurismo arquitectónico y urbanístico del entorno.
Algunos historiadores señalan que por la forma que tiene representa la trayectoria de una bala de cañón disparada al cielo y otros afirman que es la forma del paseo cívico.
El 29 de septiembre del 2016 el Banco Central de Reserva del Perú puso en circulación la moneda de 1.00 Sol alusiva al Arco Parabólico de Tacna como la vigésimo sexta y última de la serie Numismática Riqueza y Orgullo del Perú.
El 23 de agosto de 2018 el Ministerio de Cultura lo declaró como Patrimonio Cultural de la Nación.

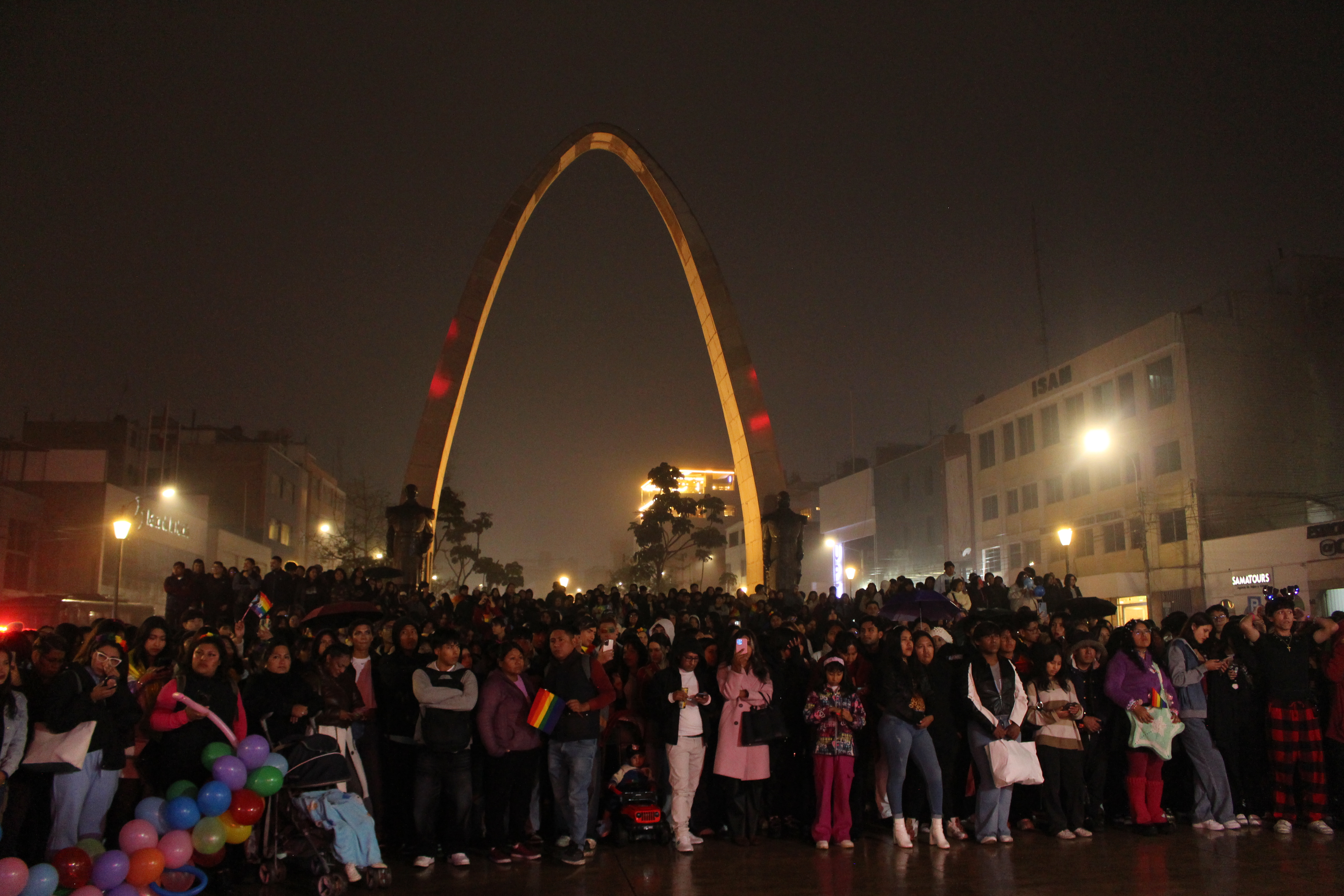
Gente reunida bajo el arco durante del Festival LGBTIQ+ "Tacna Diversa" de 2025

Actualmente es uno de los iconos más representativos de la ciudad y es escenario de diversas actividades patrióticas y culturales.

## Estructura
El Monumento a los héroes Almirante Miguel Grau Seminario y Coronel Francisco Bolognesi. es uno de los iconos más representativos de la ciudad de Tacna con forma de arco parábola. Por ello este monumento está hecho de las piedras de cantera color rosáceo, extraídas de los cerros Intiorko y Arunta, el mismo material con que fue construida la Catedral de Tacna.
Mide 18 metros de altura y en ella acompaña las estatuas de bronce de Francisco Bolognesi y Miguel Grau.
Los historiadores señalan que por la forma que tiene representa la trayectoria de una bala de cañón disparada al cielo y otros afirman que es la forma del paseo cívico.

### Estatuas
- Coronel Francisco Bolognesi

Es una estatua vacía por dentro, de bronce, hecha por la Fundición Campayola. La estatua conmemora al Coronel Francisco Bolognesi por las hazañas desempeñadas en la defensa terrestre en el Sur durante la Guerra del Pacífico y su destacable participación en la Campaña Sur de dicha guerra, sobre todo por la Batalla de Arica.
- Almirante Miguel Grau

Es una estatua vacía por dentro, de bronce, hecha por la Fundición Campayola. La estatua conmemora al Almirante Miguel Grau por las hazañas desempeñadas en la defensa marítima durante la Guerra del Pacífico.

### Placa Inaugural
La Placa Inaugural está ubicada en el mismo Monumento de Cantera, en el Paseo Cívico de la ciudad de Tacna, la placa recuerda la inauguración del monumento. En la placa se lee la siguiente inscripción:

Monumento a los Héroes Almirante Miguel Grau Coronel Francisco Bolognesi. Se inauguro el 28 de Agosto de 1957 siendo presidente constitucional de la Republica Dr. DN. Manuel Prado, presidente del consejo de Ministros y Ministerio de Relaciones Exteriores Dr. DN. Manuel Cisneros, Ministro de Guerra General de Brigada D.N. Alejandro Cuadra Rabines, Ministro de Fomento y Obras Públicas ING. DN. Carlos Alzamorra, Ministro de Marina Contralmirante DN. Emilio Barron

### Lámpara votiva
La lámpara votiva se encuentra a cuatro metros aproximadamente del Arco Parabólico. Es un plato de bronce, decorado con espadas y anclas interdistribuídas y en número de ocho cada una, representando la acción de Francisco Bolognesi en tierra y a Miguel Grau en mar. Es encendida en ocasiones de conmemoración patriótica.

## Turismo
Al ser una de los iconos más representativos de la ciudad de Tacna, es uno de los puntos turísticos de la ciudad perteneciente al Paseo Cívico. Es también sede para actos, ceremonias protocolares y desfiles patrióticos; donde las autoridades nacionales y locales participan junto a la ciudadanía.
En el arco se realiza el momento cumbre de la Procesión de la Bandera, por la Reincorporación de Tacna al Perú, por lo cual las autoridades locales y nacionales esperan la llegada de la bandera del Perú en dicho monumento y para posteriormente ser izada en el Paseo Cívico.